# Racconto di Natale
Racconto di Natale (Un conte de Noël) è un film del 2008 scritto e diretto da Arnaud Desplechin.
È stato presentato in concorso al 61º Festival di Cannes, dove Catherine Deneuve ha ricevuto un Premio speciale del 61º Festival. Ha vinto un Premio César (su nove nomination), per il migliore attore non protagonista, con Jean-Paul Roussillon.

## Trama
La storia prende le mosse da un antefatto: una coppia con un amatissimo figlio ammalato e bisognoso di un trapianto di midollo osseo decide di mettere al mondo un terzo figlio, Henri, sperando che quest'ultimo sia compatibile per la donazione organica. Ma anche il nuovo nato si rivela incompatibile con il fratello il quale muore a soli 7 anni. Con la nascita del quarto figlio progressivamente il lutto per la perdita del primo figlio sembra essere rielaborato.
Anni dopo la madre apprende di essere stata colpita dallo stesso male del figlio e va cercando un donatore tra i figli ormai divenuti adulti, tutti con storie personali elaborate. Il donatore potrebbe essere proprio Henri che però, essendo stato allontanato dalla famiglia per volere della sorella Elizabeth, fa inaspettatamente ritorno per trascorrere il Natale in famiglia nella città di origine, Roubaix, dove dovrà decidere se mettersi a disposizione per un trapianto che potrebbe salvare (ma anche uccidere) la madre.

## Riconoscimenti
- 2008 - Festival di Cannes
  - Premio speciale del 61º Festival (Catherine Deneuve)
- 2009 - Premio César
  - Migliore attore non protagonista (Jean-Paul Roussillon)